# Chang Zheng 3C
Chang Zheng 3C (长征三号丙) är en kinesisk rymdraket konstruerad för att fylla lyftkapacitetsgapet mellan Long March 3A och Long March 3B. Raketen har två startraketer som drivs med flytande bränsle.